# Кленовое (Близнюковский район)
Клено́вое (укр. Кленове, до 2016 г. — Пролета́рское) — село, Уплатновский сельский совет, Близнюковский район, Харьковская область, Украина.
Код КОАТУУ — 6320686509. Население по переписи 2001 г. составляет 21 человек (8 мужчин и 13 женщин).

## Географическое положение
Село Кленовое находится в 6-и км от г. Лозовая, железнодорожная станция Платформа 943 км.
На севере расположен дачный кооператив «Пролетарский», участки в котором получали работники ЛКМЗ.
Вблизи села проходит просёлочная автомобильная дорога к населённым пунктам, которые находятся на юге от поселения.

## История
- 1930 — дата основания. Вероятно, что основателями села были переселенцы из ликвидированного из-за построения аммиакопровода села Рябоконево, которое находилось в 2х км на юго-западе.
- Во время Великой Отечественной войны положение села было удручающим. Рядом находящаяся станция Лозовая, которая была важнейшим железнодорожным узлом, являлась местом проведения масштабных военных операций. По находкам местных жителей, можно предположить, что в селе останавливались немцы, а также велись активные боевые действия. Были найдены монеты номиналов 5 марок и большое количество гильз. Окончательное освобождение села было произведено 16 сентября 1943 года.
- 1985 — в километре от села основывается дачный кооператив "Пролетарский", участки в котором получали работники ЛКМЗ.

## Климат
Климат в Кленовом умеренно континентальный. Более засушливый, чем климат Харькова, и относится к степному. Средняя температура июля +22…+25, января −5…-8 градусов по Цельсию. Количество осадков около 500—550 мм в год. Ветры восточные и западные.

## Транспорт
В километре от села находится станция Платформа 943 км., ветка ЮЖД. Линия: Харьков—Симферополь.
Развита структура просёлочных дорог, в целом оптимальная транспортная развязка, которая возможна для месторасположения села.

## Природа

### Растительность
Ранее степь занимала большую часть окрестных земель. Раньше её покрывала разнотравно-типчаково-ковыльная растительность. К настоящему времени в своём первозданном виде степь сохранилась лишь местами: она сплошь распахана и представляет огромные возделываемые поля пшеницы, кукурузы, подсолнечника, сахарной свёклы. По балкам и оврагам здесь растёт камыш и разнотравная растительность, ивы.

### Животный мир
Существует много животных, которые используют специфичность близлежащей посадочно-степной зоны — живут в посадках и лесополосах, а на открытых участках ищут еду, живут в одном месте, а размножаются в другом. В окрестных лесополосах обитают лисы и ласки, встречаются куница, лесной хорёк, заяц, крот. Среди лесных грызунов особенно распространены, подземные и рыжие лесные полёвки.
Птицы также представлены большим количеством видов. Это славки, вороны, сороки, аисты, дятлы, ласточки, воробьи, синицы, совы, коршуны.

### Пейзаж
Окружающий пейзаж представляет собой равнинную степь. Присутствует большое количество балок и оврагов, часть из них образовалась после высыхания искусственно созданных прудов.
В 500-х метрах от села выкопано два пруда, 100 м² и 300 м². В округе через каждые 600—1000 м высажены лесополосы. Земля сплошь распахана и являет собой площадь для засева зерновых культур.